# Maigret verliert eine Verehrerin
Maigret verliert eine Verehrerin (französisch: Cécile est morte) ist ein Kriminalroman des belgischen Schriftstellers Georges Simenon. Er ist der 22. Roman einer Reihe von insgesamt 75 Romanen und 28 Erzählungen um den Kriminalkommissar Maigret und entstand im Dezember 1940 in Fontenay-le-Comte. Der Roman wurde vom 18. Februar bis 5. April 1941 in 45 Ausgaben der Tageszeitung Paris-Soir vorabveröffentlicht. Die Buchausgabe folgte 1942 gemeinsam mit Maigret und die Keller des „Majestic“ und Maigret im Haus des Richters im Sammelband Maigret revient bei der Éditions Gallimard. Die erste deutsche Übersetzung von Hansjürgen Wille und Barbara Klau erschien 1967 bei Kiepenheuer & Witsch, abermals in einem Sammelband mit Maigret hat Geduld und Maigret und das Dienstmädchen. Im Jahr 1987 veröffentlichte der Diogenes Verlag eine Neuübersetzung von Ingrid Altrichter.
Niemand nimmt die junge Frau, die regelmäßig bei der Pariser Kriminalpolizei erscheint, um mysteriöse nächtliche Umtriebe in ihrer Wohnung anzuzeigen, so richtig ernst. Und da sie ausschließlich mit Kommissar Maigret reden will, nennt man sie bald spöttisch dessen „Verehrerin“. Doch plötzlich verschwindet die Besucherin aus dem Kommissariat, und Maigret beginnt sich Sorgen um sie zu machen.

## Inhalt

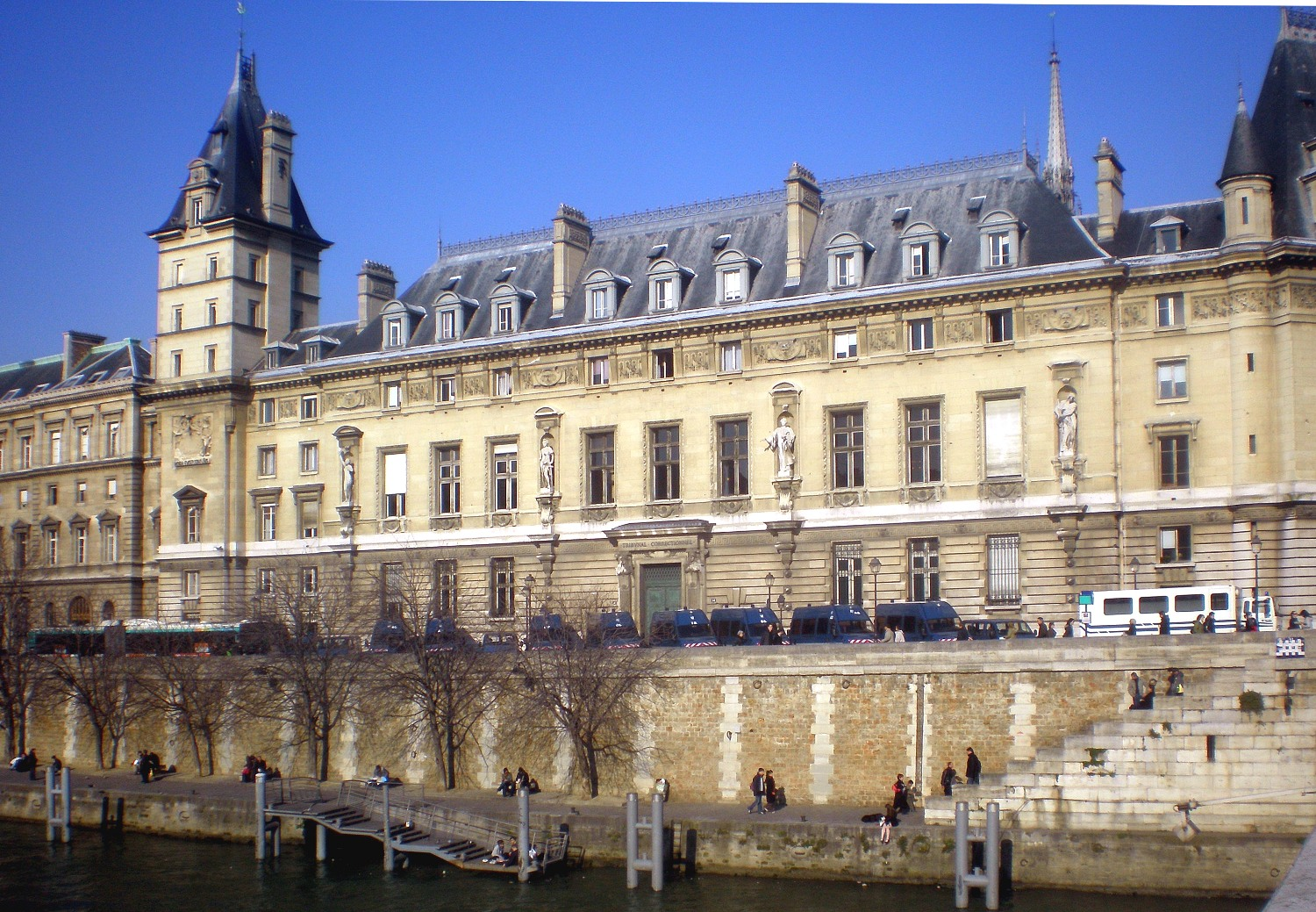
Palais de Justice mit Übergang zum Quai des Orfèvres

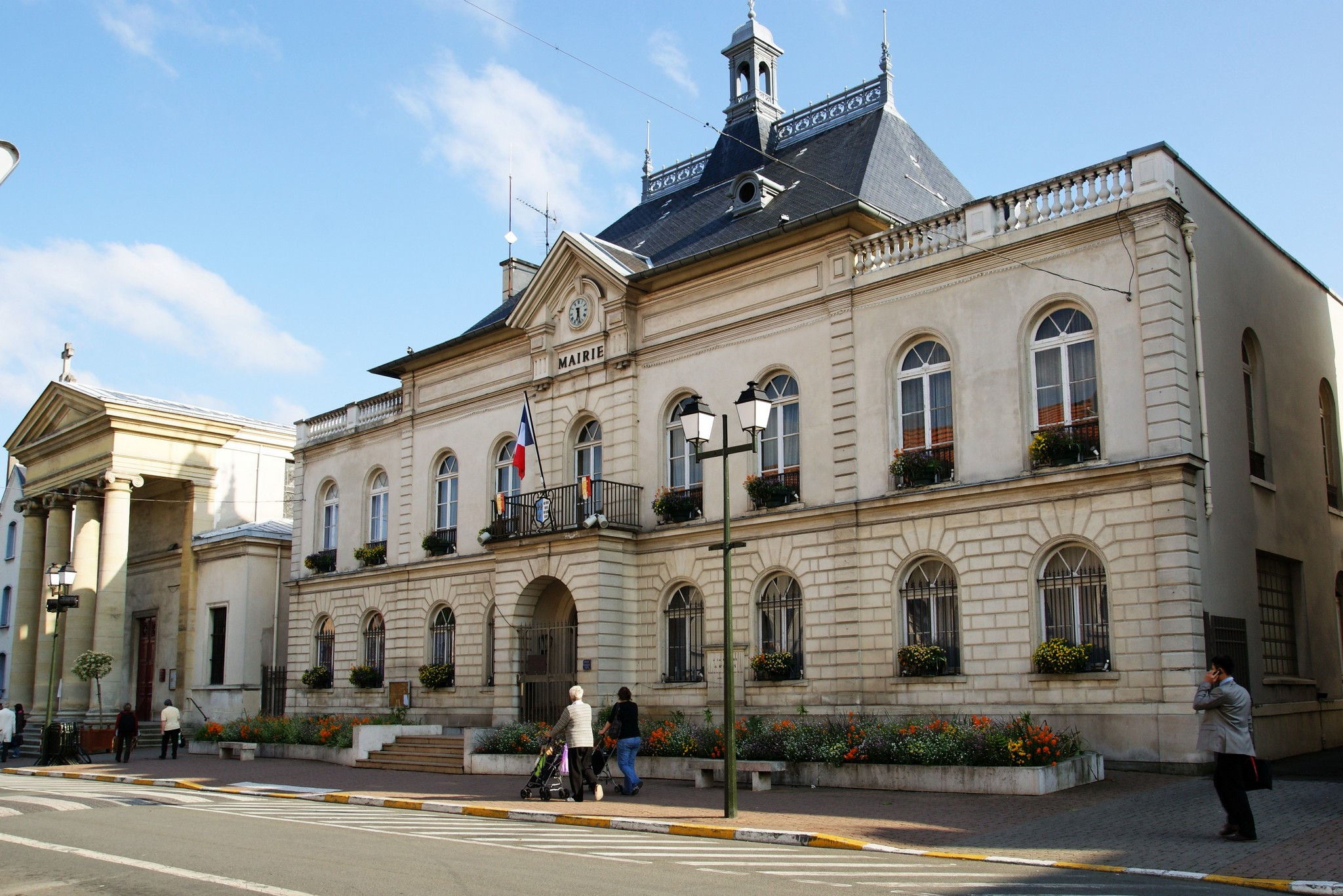
Mairie in Bourg-la-Reine

Der erste Herbstnebel steigt in Paris auf, und am Quai des Orfèvres wartet – wie so oft in den letzten Wochen – Cécile Pardon auf Maigret. Regelmäßig will die junge Frau, die ihrer Tante Juliette Boynet als Hausmädchen dient, in der gemeinsamen Wohnung Spuren eines nächtlichen Eindringens entdeckt haben. Sie verlangt stets, nur mit Kommissar Maigret zu reden, so dass sie von dessen Kollegen bereits spöttisch als seine „Verehrerin“ bezeichnet wird. Auch der Kommissar hat Besseres zu tun, als sich um den beharrlichen Gast zu kümmern, denn der Zugriff auf eine polnische Räuberbande steht bevor. So lässt er Cécile mehrere Stunden im „Aquarium“ genannten Vorzimmer warten. Als sie von dort verschwindet, kommt Maigret nicht umhin, sich Sorgen um die Besucherin zu machen, der es überhaupt nicht ähnlich sieht, klein beizugeben und den Rückzug anzutreten.
Kommissar Maigret sucht Céciles Wohnung im nahen Bourg-la-Reine auf und entdeckt die erdrosselte Juliette Boynet. Kurz darauf wird auch Cécile in einer Besenkammer des Verbindungsgangs zwischen dem Quai des Orfèvres und dem Palais de Justice gefunden, in die sie ihr Mörder vom Kommissariat aus gelockt haben muss. Bald stellt sich heraus, dass Tante Juliette ausgesprochen vermögend war und ihr Geld in zweifelhaften Etablissements angelegt hatte. Zu ihrer Beerdigung reist nicht nur die entfernte Verwandtschaft an, die Monfils, die Boynets und die Machepieds, die um das Erbe buhlen, sondern auch das halbe Pariser Rotlichtmilieu.
Als rechte Hand bei ihren Geschäften diente Juliette Boynet der ehemalige Anwalt Charles Dandurand, der seine Lizenz wegen unzüchtiger Handlungen mit Minderjährigen abgeben musste. Er war bereits in Fontenay-le-Comte der Geliebte der jungen Juliette, bevor diese den Bauunternehmer Joseph Boynet heiratete und nach Paris zog. Nach dem Tod des Ehemannes nahm Dandurand den Kontakt zu Juliette wieder auf und lebt nun im Appartement unter ihr. Ihre regelmäßigen Treffen hielten sie vor der Nichte geheim, der die Tante regelmäßig Bromsalz in ihren Tee schüttete, um sie einzuschläfern.
Am Abend ihres Todes war jedoch Céciles arbeitsloser Bruder Gérard bei seiner Schwester zu Gast und bettelte verzweifelt um Geld. Zur Beruhigung seiner Nerven trank er ihren Tee, weswegen Cécile die folgende Nacht das erste Mal wachblieb und das Treffen ihrer Tante mit ihrem Geliebten belauschte. Nach dessen Abgang stellte sie Juliette wegen des verheimlichten Vermögens zur Rede. Es kam zu einer Auseinandersetzung, in deren Verlauf die gedemütigte Cécile ihre Tante erwürgte. Als sie und Gérard anschließend die Unterlagen der Tante durchwühlten, stießen sie auf Hinweise, dass Juliette mit der Hilfe Dandurands ihren Mann ermordet hatte, um an dessen Erbe zu gelangen. Cécile wollte sich stellen und Maigret die Dokumente ihrer Tante übergeben, doch der Anwalt, der in dem hellhörigen Haus alles mitbekommen hatte, lockte die junge Frau aus dem Kommissariat heraus in eine tödliche Falle und vernichtete die Beweise.
Als Maigret Dandurand mit seinen Ermittlungsergebnissen konfrontiert, streitet dieser jede Beteiligung an den Morden ab, und sein Anwalt spricht bloß von einem Gespinst von Verdächtigungen. Der Kommissar, dessen Ermittlungen von einem amerikanischen Kriminologen namens Spencer Oats aus Philadelphia verfolgt werden, befürchtet schon, den Verdächtigen laufenlassen zu müssen, als Étienne Monfils den notwendigen Beweis liefert, obwohl dieser seinen Anspruch auf das Erbe zunichtemacht: Aus Angst, von ihrem Komplizen verraten zu werden, hatte Juliette Hinweise auf Dandurands Mittäterschaft im Rahmen einer Fotografie hinterlegt.

## Hintergrund
Als im Jahr 1942 der Sammelband Maigret revient mit den Romanen Maigret und die Keller des „Majestic“, Maigret im Haus des Richters und Maigret verliert eine Verehrerin bei der Éditions Gallimard erschien, feierten Simenons Leser, die zuvor mit Gerüchten in gespannte Erwartung versetzt worden waren, die „Auferstehung“ der Figur Maigret. Acht Jahre zuvor hatte Simenon seinen erfolgreichen Serienhelden mit dem 19. Roman Maigret in den Ruhestand versetzt, um sich höheren literarischen Ambitionen zuzuwenden. Doch in der unsicheren Situation des Zweiten Weltkriegs mit der bevorstehenden Geburt seines Sohnes Marc wäre der Familienvater in spe, wie es Guy Maron ausdrückt, „dumm gewesen, sich ein Huhn entgehen zu lassen, das goldene Eier legt“.
Simenon schrieb Maigret verliert eine Verehrerin im Dezember 1940, einem Jahr, in dem er nach der Entstehung von Maigret im Haus des Richters im Januar literarisch nicht sehr produktiv war, da seine Aufmerksamkeit von anderen Ereignissen in Beschlag genommen wurde. Nach dem deutschen Angriff auf die Niederlande am 10. Mai 1940 meldete sich Simenon bei der belgischen Botschaft, die ihn zum Kommissar für belgische Flüchtlinge im Département Charente-Maritime ernannte. In dieser Funktion war er von Mai bis August des Jahres für die Unterbringung vieler tausend geflüchteter Landsleute zuständig, deren Schicksal er 1946 im Roman Le Train (verfilmt als Le Train – Nur ein Hauch von Glück) verarbeitete. Ende des Jahres 1940 diagnostizierte ein französischer Arzt bei Simenon fälschlicherweise Herzprobleme und attestierte ihm eine geringe Lebenserwartung, was den Schriftsteller zur Niederschrift seiner Memoiren veranlasste, die er später zum Roman Pedigree (deutsch: Stammbaum) umarbeitete. Erst im Dezember kehrte er zur Arbeit an einem Maigret-Roman zurück. Noch während der Besatzung Frankreichs wurde Cécile est morte im Dezember 1943 von der unter deutscher Kontrolle stehenden Continental-Film verfilmt.
Murielle Wenger gruppiert Maigret verliert eine Verehrerin zusammen mit dem nur wenig später entstandenen Roman Maigret und das Dienstmädchen sowie Maigret und die junge Tote aus dem Jahr 1954 unter das gemeinsame Thema Maigret und die jungen Frauen. Mit letzterem hat Maigret verliert eine Verehrerin gemein, dass die weibliche Hauptfigur, zu welcher der Kommissar eine besondere Bindung aufbaut, bereits verstorben ist. Peter Foord weist darauf hin, dass Simenon das Grundthema einer Frau, die vergeblich Hilfe beim Kommissar sucht, weil ihre Wohnung von unerklärlichen Veränderungen heimgesucht wird, 30 Jahre später in Maigret und die verrückte Witwe wieder aufgriff, wobei sich der Fortlauf der Handlung deutlich unterscheidet. Das Motiv einer polnischen Räuberbande hingegen findet sich bereits in einigen früheren Werken, so in der Maigret-Kurzgeschichte Stan le Tueur (1937/38) und dem Non-Maigret-Roman L’Outlaw (1939). Thomas Wörtche erkennt Parallelen der gleichgültig nebeneinander herlebenden Hausgemeinschaft in Maigret verliert eine Verehrerin mit „dem reizenden Mietshaus-Biotop“ in Die Verlobung des Monsieur Hire.

## Interpretation
Bereits die Eröffnungsszene von Maigret verliert eine Verehrerin legt die Atmosphäre des Romans fest: Aus einem Café nahe der Place de la Bastille umweht den Kommissar ein Duft „nach Milchkaffee und warmen Croissants mit einem sehr schwachen Hauch von Rum“. Die Erinnerung an diesen Moment lässt den Kommissar später selbst zum Rum greifen. Wie häufig bei Simenon wird die Handlung durch das Wetter geprägt: Hätte Simenon bei seinem Weg ins Büro nicht ausgiebig den ersten Herbstnebel genossen, wäre es nicht zum Mord an seiner Verehrerin gekommen. Für Tilman Spreckelsen steht der Fall von Beginn an unter keinem guten Stern. Der Kommissar lehnt eine Hilfesuchende ab, weil er sie gleichermaßen lästig wie lächerlich findet, und lädt dadurch Schuld auf sich. Im späteren Verlauf zeigt er sich als „äußerst prüder Mensch“, der fortwährend mit Laster und Ausschweifung konfrontiert wird, die von einer frühreifen Herumtreiberin, einem unzüchtigen Paar im Kino bis zum Sittlichkeitsverbrecher Dandurand reichen. Immerhin verschafft ihm dessen Verhaftung am Ende Genugtuung. Der ehemalige Anwalt gehört zu den wenigen Tätern in der Maigret-Reihe, denen der Kommissar nicht sein sprichwörtliches Mitgefühl entgegenbringt, sondern von denen er sich zutiefst abgestoßen fühlt.
Im Gegensatz zu vorangegangenen Detektivfiguren wird Maigret laut Jane Alice Knap als ein normaler Mensch dargestellt. So entlarve seine Saumseligkeit zu Beginn des Romans eine typisch menschliche Schwäche. Gerade seine Fehlbarkeit prädestiniere ihn als Identifikationsfigur für die Leser. Lange befindet sich Maigret bei seiner Ermittlung rund um die Bewohner des Hauses in Bourg-la-Reine in einer Sackgasse. Zum Wendepunkt wird der Auftritt des amerikanischen Kriminologen Spencer Oats, zu dem Maigret allmählich Vertrauen aufbaut, bis er ihm laut Peter Foord bei seinen Verhören als eine Art Resonanzboden dient. Im Gespräch mit dem Kriminologen bringt Maigret seine Skepsis gegenüber einer „Psychologie der Verbrecher“ zum Ausdruck. Für den Kommissar sind Kriminelle vor ihrer Tat „Menschen wie alle anderen auch“, die „von einer beliebigen menschlichen Leidenschaft getrieben werden“, die alle Menschen in sich tragen: „Aus Eifersucht, aus Habgier, aus Hass, aus Neid, seltener aus Not“. Nach ihrer Tat hingegen seien sie nicht mehr seine Sache, sondern diejenigen der Gerichte und Gefängnisse.

## Rezeption
Stanley G. Eskin nannte Maigret verliert eine Verehrerin „eine wunderbare Geschichte und eine Art Festival von Maigret-Auftritten“, die einen Kommissar „in Höchstform zeigen“. Simenon gelinge es, ein gut konstruiertes Rätsel mit spannender Auflösung „nach bester Detektivromantradition“ mit seinen Eigenwilligkeiten und Brüchen der Regeln des Genres zu vereinen. Ähnlich äußerte sich Guy Maron, für den der Roman bewies, dass Simenon in der Lage war, aus seinen berühmten atmosphärischen Beschreibungen einen „echten Thriller voller Rhythmus und Geheimnis“ zu erschaffen. Thomas Wörtche lobte die gleichzeitig zeittypische und zeitlos präzise Darstellung Juliette Boynets: „eine verbitterte, frustrierte Frau, die ihre Wollust aus ihrem Reichtum bezieht, der auf dem Besitz einer ganzen Kette von Puffs ruht“, wobei er allerdings „den ungeschickten deutschen Titel“ des Romans schnell vergessen wollte.
Der Spiegel fand 1967 in dem Sammelband von Kiepenheuer & Witsch, der zusätzlich die Romane Maigret hat Geduld sowie Maigret und das Dienstmädchen enthielt, „besten Krimistoff, einen Hauch von Sex, vor allem aber ein Sortiment von Conciergen und Kleinbürgern, von Kaffee- und Rumgerüchen impressionistischer Sommertage, wie es echter kaum ein zeitgenössisches Werk der ‚Hochliteratur‘ aufbringt.“ Für die New York Times war Simenon mehr mit dem Charakter und der Atmosphäre beschäftigt als mit Schlussfolgerungen. Kirkus Reviews beschrieb Maigrets Methode als „eine Kombination von gutem Essen und Trinken, Psychologie und plötzlicher Inspiration“. Der Roman verwandle kleinstes Kleinbürgertum in eine eigene Welt. Laut Thomas Narcejac handelte es sich um einen „authentischen Roman“ im Sinne der Komposition, der Auswahl des Personals und der Farbigkeit der Handlung.
Die Romanvorlage wurde insgesamt sechsmal verfilmt. 1943 entstand der Kinofilm Cécile est morte (deutsch: Sein schwierigster Fall, später: Maigret und die Frau ohne Kopf) mit Albert Préjean unter der Regie von Maurice Tourneur. 12 Jahre später kam eine Neuverfilmung von Stany Cordier mit Maurice Manson unter dem Titel Maigret dirige l’enquête in die französischen Kinos. Anschließend folgten vier Verfilmungen im Rahmen von Fernsehserien. Die Hauptrollen spielten Rupert Davies in Maigret (Großbritannien, 1963), Gino Cervi in Le inchieste del commissario Maigret (Italien, 1964), Jean Richard in Les Enquêtes du commissaire Maigret (Frankreich, 1967) und Bruno Cremer in Maigret (Frankreich, 1994). Sowohl für die Serie von Cervi als auch für jene von Richard bildete die Episode den Auftakt.

## Ausgaben
- Georges Simenon: Cécile est morte. In: Maigret revient. Éditions Gallimard, Paris 1942 (Erstausgabe).
- Georges Simenon: Maigret hat Geduld. Maigret und das Dienstmädchen. Maigret verliert eine Verehrerin. Übersetzung: Hansjürgen Wille und Barbara Klau. Kiepenheuer & Witsch, Köln 1967.
- Georges Simenon: Maigret verliert eine Verehrerin. Übersetzung: Hansjürgen Wille und Barbara Klau. Heyne, München 1968.
- Georges Simenon: Maigret verliert eine Verehrerin. Übersetzung: Ingrid Altrichter. Diogenes, Zürich 1987, ISBN 3-257-21521-5.
- Georges Simenon: Maigret verliert eine Verehrerin. Sämtliche Maigret-Romane in 75 Bänden, Band 22. Übersetzung: Ingrid Altrichter. Diogenes, Zürich 2008, ISBN 978-3-257-23822-8.